# András Adorján (šachista)
András Adorján (do roku 1968 András Jocha; 31. března 1950, Budapešť – 11. května 2023) byl maďarský šachový velmistr, vícenásobný účastník šachové olympiády, olympijský vítěz z roku 1978, trojnásobný maďarský šampion, či také stříbrný medailista na Juniorském mistrovství světa. Působil také jako šachový rozhodčí, spisovatel a trenér.
Jeho sloganem bylo „Black is OK!“, protože podle něj není nevýhodné hrát šachy za černého.
Napsal mnoho šachových knih, z nichž se velké množství stalo šachovými bestsellery.

## Šachová kariéra
V roce 1964 (ve věku 14 let) vyhrál maďarský šampionát v kategorii do 20 let. V roce 1969 skončil ve Stockholmu druhý na Mistrovství světa juniorů, a to za Karpovem. V roce 1970 vyhrál v Groningenu juniorské mistrovství Evropy.
V roce 1970 se stal mezinárodním mistrem a v roce 1973 získal titul mezinárodního velmistra.
Byl odborníkem na zahájení, především na anglickou hru a Grünfeldovu indickou obranu. Od července roku 2000 nehrál v žádném turnaji registrovaném FIDE. Jeho nejvyšší Elo dosahovalo hodnoty 2580, a to v červenci roku 1984.
Od roku 1994 byl International Arbiter FIDE.
Po nějakou dobu byl sekundantem Garriho Kasparova či Pétera Léka.

### Olympijské hry
Byl členem maďarského týmu, který v roce 1978 vyhrál šachovou olympiádu v Buenos Aires. Zúčastnil se celkem šesti šachových olympiád, z toho pět se jich konalo v letech 1984 a 1992. V letech 1984 až 1992 také získal se svým národním týmem dvakrát 4. a jednou 5. místo.

### Mistrovství Evropy
Celkem šestkrát hrál za národní tým na mistrovství Evropy, přičemž třikrát získal druhé místo (1970, 1977, 1980) a dvakrát třetí místo (1973, 1983).

## Publikace
Výběr
- ADORJÁN, András. Winning with the Grünfeld. New York: Collier Books ISBN 0-02-016080-1, ISBN 978-0-02-016080-9. OCLC 15549140 (anglicky)
- ADORJÁN, András. Grünfeld-Indische Verteidigung. Hollfeld: Beyer 198 s. ISBN 3-89168-009-0, ISBN 978-3-89168-009-4. OCLC 22873366 (německy)
- ADORJÁN, András. Kaszparov fehéren-feketén. Budapest: Sport 389 s. ISBN 963-253-497-2, ISBN 978-963-253-497-8. OCLC 20963213 (maďarsky)
- ADORJÁN, András. Black is ok!. Hollfeld Ofr: Bange 156 s. ISBN 3-8044-1353-6, ISBN 978-3-8044-1353-5. OCLC 611542498 (anglicky)
- ADORJÁN, András. Quo vadis, Garry?. Mannheim: Schachverlag Reinhold Drier 291 s. ISBN 3-9802574-0-1, ISBN 978-3-9802574-0-4. OCLC 24439036
- ADORJÁN, András. Schwarz ist Super in Sizilianisch Sweschnikow. [Budapest?]: Black is OK Books 153 s. Dostupné online. ISBN 963-04-2653-6, ISBN 978-963-04-2653-4. OCLC 30119991 (německy)
- ADORJÁN, András. Black is still OK!. London: Batsford, 2004. 224 s. Dostupné online. ISBN 0-7134-8870-0, ISBN 978-0-7134-8870-8. OCLC 56453816 (anglicky)
- ADORJÁN, András. Black is OK forever!. London: Batsford 192 s. ISBN 978-0-7134-8942-2, ISBN 0-7134-8942-1. OCLC 57006271 (anglicky)